# Michal Ordoš
Michal Ordoš, né le 27 janvier 1983 en Tchécoslovaquie, est un footballeur international tchèque. Il évolue actuellement au Karmiótissa Páno Polemidión au poste d'attaquant.
Lors de la saison 2009-2010, il termine meilleur buteur du championnat tchèque, avec 12 buts marqués.